# Un été avec Coo
Un été avec Coo (河童のクゥと夏休み, Kappa no Kū to natsuyasumi, litt. « Vacances d'été avec Coo le kappa ») est un film d'animation japonais de Keiichi Hara, sorti le 28 juillet 2007 au Japon.

## Synopsis
Un jour au début de l'été, le jeune Koichi Uehara rentre de l'école avec ses amis quand il trouve une pierre étrange qu'il prend pour un fossile. Il l'emporte chez lui et le lave, mais à sa grande surprise, le « fossile » s'anime au contact de l'eau et se révèle en fait être un petit kappa, une créature aquatique mythologique. Ce petit kappa a passé 300 ans en léthargie sous terre après avoir été enseveli par un tremblement de terre, juste après le meurtre de son père par un samouraï. Koichi soigne la créature, qu'il nomme Coo, et la garde chez lui.
Koichi et Coo forgent une amitié et se découvrent mutuellement. En parallèle, Coo tente aussi de s'intégrer dans la famille de Koichi comprenant son père, sa mère, sa petite sœur Hitomi et le chien de la famille, Ossan.
Malgré les bons soins de Koichi et sa famille, Coo a du mal à s'adapter au milieu des humains et souhaite revoir son clan. Pour l'aider a atteindre ce but, Koichi décide de partir avec Coo à la recherche de kappas. Mais au cours de la nuit, Coo apprend que tous les kappas ont disparu a cause de la présence humaine. Il n'a pas d'autre choix que de rentrer à Tokyo avec Koichi.
À leur arrivée, Koichi se fait accoster par des journalistes. La rumeur de la présence du kappa s'est en effet très vite répandue et les reporters locaux souhaitent en avoir la preuve. Ils parviennent à prendre Coo en photo et en dévoilent l'existence au monde entier. Coo, Koichi et toute la famille se retrouvent alors sous les feux des projecteurs et de la célébrité, bien malgré eux. Des journalistes les harcèlent, une foule s'agglutine devant leur maison et Koichi se fait rejeter par ses anciens amis. Face aux problèmes qu'il provoque, Coo se sentant coupable accepte de participer à une émission télévisée avec la famille.
Sur le plateau, un spécialiste qui a toujours cru à l'existence des kappas apporte un bras fossilisé. Coo bouleversé reconnait celui de son père et s'enfuit sur le dos d'Ossan. Toujours harcelé par les humains, il tente de fuir et Ossan est renversé par une voiture. Coo s'abrite alors sur une tour en hauteur et supplie son père de l'aider, à moins qu'il lui soit préférable de mourir. La pluie se met alors à tomber et le dragon dont son père lui parlait de son vivant apparait dans le ciel. Coo comprend alors que sa vie en vaut toujours la peine et rejoint Koichi, très attristé par ce qu'il a fait subir à Coo malgré lui.
Plus tard, Coo reçoit une mystérieuse lettre qui lui a été adressée par une autre créature magique lui proposant de venir vivre chez lui. Comprenant qu'il en va du bonheur de son ami, Koichi le laisse partir. Le kappa retrouve alors un univers adapté, la nature, mais il est rassuré sur la nature humaine et promet à sa famille d'adoption de revenir un jour les voir.

## Personnages
Coo : Coo est un enfant kappa, une créature aquatique du folklore japonais. Excellent nageur, il doit maintenir la coupelle qu'il possède sur la tête constamment humide pour survivre. Il se nourrit principalement de poissons. Né il y a 300 ans, il a perdu son père tué par un samurai et se retrouve seul représentant de son espèce dans le Tokyo moderne. Décalé dans cet environnement qu'il ne connait pas, il est totalement innocent et en tant qu'être non humain, n'a pas beaucoup de prises sur les événements. Malgré toutes ses mésaventures, il garde pour Koichi et sa famille une profonde affection, qui le réconcilie un peu avec l'espèce humaine.
Koichi Uehara : écolier en quatrième année de primaire. C'est lui qui trouve Coo au bord d'une rivière et le ramène chez lui. Il développe pour le kappa une sincère affection et fera en sorte qu'il se sente bien dans son nouvel environnement, mème s'il finira par comprendre que c'est impossible. Koichi est un enfant extraverti, débrouillard et autonome.
Yasuo Uehara : Le père de Koichi. Il accepte très facilement le kappa dans la famille.
Yukari Uehara : Mère de Koichi. Elle est d'abord effrayée et un peu dégoutée par Coo, avant de l'accepter et se prendre d'affection pour lui.
Hitomi Uehara : Petite sœur de Koichi, petite fille de 4 ou 5 ans colérique, chipie et jalouse. Elle se dispute souvent avec son frère. Si elle semble détester le kappa qui lui vole l'attention dont elle bénéficiait jusque-là, elle finit par s'y attacher et sera finalement très triste et déçue de son départ.
Chef (Ossan en VO) : Le chien de la famille Uehara est un vieux chien qui appartenait à une autre famille, mais qui a fui et qui a été trouvé par Koichi. À cause de son passé douloureux, il a une opinion assez défaitiste des humains et s'evertuera à proteger Coo de ces creatures changeantes. Il ne communique par paroles qu'avec Coo.
Kikuchi : Souffre-douleur de la classe de Koichi. Ce dernier la rejette d'abord comme tous les autres avant de l'apprécier, passer du temps avec elle et la défendre. Kikuchi est, avec Coo, l'autre bénéficiaire de l'apprentissage de l'ouverture à l'autre de Koichi. Elle vit souvent des événements qui font contrepoids au vécu de Coo et c'est indirectement grâce à elle que Koichi rencontre le kappa.

## Fiche technique

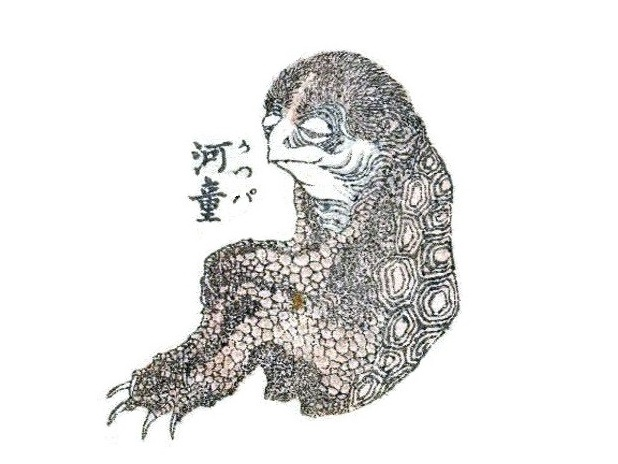
Un kappa dessiné par Katsushika Hokusai.

- Titre original : 河童のクゥと夏休み (Kappa no Kū to Natsuyasumi)
- Titre français : Un été avec Coo
- Réalisation : Keiichi Hara
- Scénario : Keiichi Hara, Masao Kogure, Yuichi Watanabe
- Production : Yoshihiro Iwasaki
- Société de distribution : Eurozoom
- Pays d'origine :  Japon
- Langue : Japonais
- Dates de sortie :
  -  Japon : 28 juillet 2007
  -  Japon : 12 juillet 2008 (Festival du film Miyazaki)
  -  Japon : 26 août 2008 (Festival du film Gifu Asia)
  -  France : 10 septembre 2008
  -  Japon : 18 octobre 2008 (Festival international du film de Tōkyō)

## Distribution
- Kazato Tomizawa (VF : Christelle Reboul) : Coo
- Takahiro Yokokawa (VF : Karl-Line Heller) : Koichi Uehara
- Naoki Tanaka (VF : Olivier Chauvel) : Yasuo Uehara
- Naomi Nishida (VF : Véronique Borgias) : Yukari Uhehara
- Tamaki Matsumoto (VF : Caroline Combes) : Hitomi Uhehara

## Distinctions
- 2007 : Prix Mainichi du meilleur film d'animation